# Additionssystem
Ein Additionssystem ist ein Zahlensystem, bei dem sich der Wert einer Zahl durch Addieren der Werte ihrer Ziffern errechnet. Im Gegensatz dazu spielt bei einem Stellenwertsystem auch die Position der Ziffern eine Rolle.
Ein einfaches Beispiel für ein Additionssystem ist die Strichliste, ein Unärsystem: Hier gibt es nur eine Ziffer, beispielsweise den vertikalen Strich „|“. Eine Zahl wird als Folge von Strichen dargestellt, wobei der Wert einer Zahl der Anzahl der Striche entspricht. Die dezimale Zahl 3 zum Beispiel wird in diesem System als ||| geschrieben. Eine solche Schreibweise wird aber bei großen Zahlen schnell unübersichtlich, so dass die Notwendigkeit erwächst, weitere Ziffern einzuführen.
Im Laufe der Zeit wurden verschiedene additive Zahlschriften entwickelt. Bei den heute noch verwendeten Römischen Zahlen gibt es sieben Ziffern und zwar I, V, X, L, C, D und M. Diesen entsprechen die Werte 1, 5, 10, 50, 100, 500 und 1000. Mit Ausnahme der Subtraktionsschreibweise spielt die Reihenfolge der Ziffern einer römischen Zahl keine Rolle für den Wert der Zahl, wenngleich es üblich ist, die Ziffern von links nach rechts absteigend zu ordnen. Prinzipiell sind aber die drei Zahlen XII, IXI, IIX äquivalent und entsprechen der dezimalen 12 (2⋅1+10).
In Additionssystemen fällt das Addieren von Zahlen recht leicht, da die Ziffern der Summanden einfach zu einer neuen Zahl zusammengezogen werden. Anschließend fasst man gegebenenfalls Gruppen von Ziffern zu höherwertigen Ziffern zusammen. Das Merken von Überträgen, wie es in Stellenwertsystemen notwendig ist, entfällt. Der Nachteil von Additionssystemen ist aber, dass Multiplikation, Bruchrechnung und allgemein höhere Mathematik schwierig zu bewerkstelligen sind. Insbesondere die Darstellung sehr großer Zahlen mit einem notwendigerweise endlichen Ziffernvorrat fällt schwer. Denn ist W der größte Ziffernwert, dann benötigt man zur Darstellung einer sehr großen Zahl Z wenigstens Z/W Ziffern. Der Zusammenhang zwischen Länge und Wert ist also (asymptotisch) linear – im Unterschied zu den Stellenwertsystemen, bei denen er logarithmisch ist.

## Entwickelte Additionssysteme

### Verschiedene Ziffern für jede Potenz der Basis
Ein derartiges Zahlensystem wurde schon vor ca. 5000 Jahren im alten Ägypten mit den Hieroglyphenzahlen verwendet. Das Prinzip dieses Systems setzt für jede Potenz der Basis eine Ziffer, also z. B.: E=1, Z=10, H=100 und T=1000.
Die einzelnen Stellen wurden zumeist graphisch geordnet; im folgenden, prinzipiellen Beispiel nach den Dominoaugen.
```
                 HHH  ZZZ    E
 1982   =    T   HHH  Z Z
                 HHH  ZZZ  E
```

In Susa wurde fast zeitgleich – also noch während der proto-elamitischen Epoche – ein solches Zahlensystem entwickelt, genauso wie – ab dem zweiten vorchristlichen Jahrtausend – von den Minoern auf Kreta, sowie etwas später auch von den Hethitern. Von meso-amerikanischen Hochkulturen sind Zahlensysteme nach diesem Prinzip ebenfalls bekannt. In Mitteleuropa stammen die ältesten Hinweise auf ein solches System aus der späten Bronzezeit (10. bis 13. Jh. v. Chr.) im heutigen Mitteldeutschland (Gussmarken auf kultisch deponierten Bronzesicheln, Braunsbedra).
Der Nachteil dieses Systems ist, dass jede Stelle aus der analogen Wiederholung des gleichen Zeichens besteht, weshalb die alten Ägypter schon Mitte des dritten Jahrtausends jede Stelle hieratisch-handschriftlich zu einer einzigen Ziffer zusammenzogen. Diese hieratischen Zahlen dienten den späteren alphabetischen Zahlen zum Vorbild.

### Mehr als eine Ziffer innerhalb derselben Potenz der Basis
Die Verwendung eigener Zeichen für die „Halbzahlen“ verhindern eine allzu häufige Wiederholung des gleichen Zeichens.
Ein Beispiel hierfür bilden die Römischen Zahlen, welche neben den Buchstaben I, X, C und M als Symbole für 1, 10, 100 und 1000 auch V, L und D für 5, 50 und 500 benutzen.
Die Ziffern werden mit abnehmender Wertigkeit geschrieben und addiert. 1776 wird zum Beispiel als MDCC.LXXVI dargestellt. Um die Zahlen noch ein wenig kürzer zu halten, wurde das System später so modifiziert, dass jede Ziffer höchstens dreimal hintereinander auftreten darf. Steht eine kleinere Ziffer vor einer größeren, so wird die erstere von der letzteren abgezogen. So wurde VIIII zu IX. Diese Subtraktionsregel innerhalb des Additionssystems wird aber nicht immer beherzigt.
In Westeuropa wurde das römische Zahlensystem bis ins 15. Jahrhundert allgemein verwendet.

### Eigene Ziffer für jede Vielfachheit innerhalb einer Potenz der Basis
Bereits die hieratischen Zahlen (s. o.) gehorchten wie das Dezimalsystem dem Prinzip der unterschiedlichen Ziffern zur Kennzeichnung jeder Häufigkeit des Vorkommens (Vielfachheit) einer (verwendeten) Potenz der Basis. Jede Potenz der Basis hatte jedoch noch ihre eigenen (neun) Ziffern für ihre möglichen Vielfachheiten, die sich von den Ziffern für die anderen Potenzen unterscheiden. Ziffern für die Häufigkeit nicht verwendeter Potenzen der Basis – also eine oder mehrere Nullen – existieren hingegen noch nicht. So gab es insgesamt 36 (4×9) hieratische Symbole für die Zahlen 1 bis 9999.
Mitte des vierten vorchristlichen Jahrhunderts schufen die alten Griechen, ausgehend von diesen hieratischen Zahlen, die sogenannten alphabetischen Zahlen, indem sie die ersten 3×9 hieratischen Zahlen durch die Buchstaben ihres Alphabets ersetzten. Mittels der hybriden Verwendung der akrophonen Zahlen können auch große Zahlen dargestellt werden.
Außer in den weströmischen Gebieten, wo man stets an den römischen Zahlen festhielt, dominierte dieses progressive System – in ihren Adaptierungen an die jeweiligen Alphabete – sehr lange die Wissenschaft und Verwaltung von Persien, Armenien, Georgien, Arabien, Äthiopien, des Byzantinischen Reiches und des alten Russlands. Erst die indischen Ziffern lösten das System, nach viertausendjähriger Dominanz, allmählich ab. Im arabischen Raum schon Ende des ersten Jahrtausends, sonst erst Mitte des zweiten Jahrtausends.